# 2020年のバスケットボール
< 2020年 | 2020年のスポーツ
2019年のバスケットボールでは、2020年のバスケットボール関連の出来事をまとめる。
2019年のバスケットボール - 2020年のバスケットボール - 2021年のバスケットボール

## できごと
- 1月13日 - 第95回天皇杯・第86回皇后杯 全日本バスケットボール選手権大会決勝で、男子はサンロッカーズ渋谷が川崎ブレイブサンダースを78-73で敗り5年ぶり2回目の優勝、女子はJX-ENEOSサンフラワーズがデンソーアイリス　に83-53で勝ち7年連続24回目の優勝[1]。
- 2月26日 - B.LEAGUEは1部（B1）と2部（B2）について新型コロナウイルス対策の為2月28日から3月11日までの99試合について日程延期を発表[2]。
- 12月20日 - 第87回皇后杯全日本バスケットボール選手権大会決勝でENEOSサンフラワーズがトヨタ自動車アンテロープスを87-80で下し8年連続25回目の優勝[3]。

## 国内大会

### その他日本国内
- 第95回天皇杯・第86回皇后杯全日本選手権（1月12日・さいたまスーパーアリーナ）
  - 男子
    - 決勝：サンロッカーズ渋谷 78 - 73川崎ブレイブサンダース
      - サンロッカーズ渋谷は5年ぶり2回目の優勝。(前身の日立東京時代を含む）。

  - 女子
    - 決勝：JX-ENEOSサンフラワーズ 83 - 53 デンソーアイリス
      - JX-ENEOSは7年連続24回目の優勝（共同石油、ジャパンエナジー、JOMO時代を含む）。
- 第87回皇后杯全日本バスケットボール選手権大会（12月20日・代々木第二体育館）
  - 決勝：ENEOSサンフラワーズ 87 - 80 トヨタ自動車アンテロープス
    - ENEOSは8年連続25回目の優勝（共同石油、ジャパンエナジー、JOMO、JX-ENEOS時代を含む）

- 第73回全国高等学校バスケットボール選手権大会（12月23日 - 29日・東京都調布市・武蔵野の森総合スポーツプラザ）
  - 男子決勝： 仙台大学附属明成（東北ブロック推薦・宮城） 72 - 70 東山 （京都）[4]
    - 3年ぶり6回目（明成時代を含む）

  - 女子決勝： 桜花学園（東海ブロック推薦・愛知） 89 - 65 東京成徳大高校（東京）[5]
    - 2年連続23回目（名古屋女子短大付属時代を含む）

## 国外大会
- 2020年のNBAファイナル
  - ロサンゼルス・レイカーズ 4 - 2 マイアミ・ヒート
    - レイカーズは10年ぶり17回目の優勝。ファイナルMVPはレブロン・ジェームズ[6]。
- 2020年のWNBAファイナル（英語版）
  - シアトル・ストーム 3 - 0 ラスベガス・エーシズ
    - ストームは4年ぶり4回目の優勝。ファイナルMVP（英語版）はブレアナ・スチュワート[7]。

## 死去
- 1月26日 - コービー・ブライアント、ロサンゼルス・レイカーズでNBAファイナル優勝5回・ファイナルMVP2回、シーズンMVP1回、歴代4位の通算33643得点、永久欠番『8』『24』、死後の同年4月にバスケットボール殿堂（* 1978年）
- 5月22日 - ジェリー・スローン、バスケットボール殿堂、選手としてシカゴ・ブルズ等で11シーズン、通算10571得点、永久欠番『4』、ヘッドコーチとしてユタ・ジャズ等で26シーズン、NBAファイナル2回出場（* 1942年）
- 6月2日 - ウェス・アンセルド、バスケットボール殿堂、ワシントン・ブレッツ（現：ウィザーズ）で13シーズン、NBAファイナル優勝1回、ファイナルMVP1回、シーズンMVP1回、通算10624得点・13769リバウンド、永久欠番『41』（* 1946年）
- 8月29日 - クリフォード・ロビンソン、ポートランド・トレイルブレイザーズ等で18シーズン、NBAオールスターゲーム1回、NBAオールディフェンシブチーム2回、NBAシックスマン賞1回、通算19591得点（* 1966年）
- 11月10日 - トム・ヘインソーン、バスケットボール殿堂、選手としてボストン・セルティックスで9シーズン、NBAファイナル優勝6回、NBAオールスターゲーム6回、通算12194得点、永久欠番『15』、ヘッドコーチとしてセルティックスで9シーズン、ファイナル優勝2回、NBA最優秀コーチ賞1回（* 1934年）
- 12月25日 - K・C・ジョーンズ、バスケットボール殿堂、選手としてボストン・セルティックスで9シーズン、NBAファイナル優勝8回、通算5011得点、永久欠番『25』、ヘッドコーチとしてセルティックス等で11シーズン、NBAファイナル優勝2回、（* 1932年）